# Ansel Adams Gallery
L'Ansel Adams Gallery est un ensemble de cinq bâtiments voisins à Yosemite Village, dans le comté de Mariposa, en Californie, dans le sud-ouest des États-Unis. Protégé au sein du parc national de Yosemite, ce complexe construit en 1925 a d'abord servi de studio photographique, son principal édifice étant longtemps connu sous le nom de Best's Studio. Aujourd'hui nommé en l'honneur du photographe Ansel Adams, il est principalement utilisé comme boutique de souvenirs.
Les bâtiments qui le composent sont tous des propriétés contributrices au district historique de Yosemite Village depuis la création de ce district historique le 30 mars 1978. Ils contribuent également au district dit « Yosemite Valley » depuis sa création le 14 décembre 2006.